# Davos Klosters Bergbahnen
Die  Davos Klosters Bergbahnen AG betreibt unter dem Namen Davos Klosters Mountains mehrere Skigebiete in den Graubündner Orten Davos und Klosters. Des Weiteren betreibt das Unternehmen unter der Marke Mountain Hotels 23 Hotels in Davos.

## Geschichte
Ursprünglich wurden alle Wintersportgebiete in Davos und Klosters von verschiedenen Eigentümern selbstständig geführt. Durch wirtschaftlichen Druck, unter dem das Skigebiet Schatzalp vorübergehend geschlossen werden musste, wurden die Unternehmen Davos-Parsenn-Bahnen AG, Bergbahnen Brämabüel & Jakobshorn AG, und Luftseilbahn Klosters-Gotschnagrat-Parsenn im Jahr 2003 als Aktiengesellschaft unter dem Namen Davos Klosters Bergbahnen AG vereint.

## Struktur

### Parsenn und Jakobshorn
Die Davos Klosters Bergbahnen AG betreibt die Skigebiete Parsenn und Jakobshorn.

### Aktuelle Beteiligungen
Des Weiteren hält sie folgende Beteiligungen:
- Sportbahnen Pischa AG 53,79 %
- Bergbahnen Rinerhorn AG 57,18 %
- Hauptertäli AG 50,00 %
- Mountain Facilities AG 100 %

### Ehemalige Beteiligungen
- Die Beteiligung von 39,08 % an den Klosters-Madrisa Bergbahnen AG wurde 2014 an eine Investorengruppe verkauft, wobei das Skigebiet mit den anderen Gebieten der Davos Klosters Bergbahnen in einem Tarifverbund verblieb.[3]

- Die Beteiligung von 100 % an der Flüela Hotel AG wurde zu Mountain Facilities AG umbenannt.

Das Skigebiet Schatzalp wird von der Berghotel Schatzalp AG betrieben, weshalb die Skipässe der Davos Klosters Mountains dort nicht gültig sind.

## Skipässe

### Übersicht
Obwohl die verschiedenen Skigebiete zusammengehören, müssen die Skipässe separat erworben werden und variieren auch preislich, weil nicht alle Skigebiete dieselbe Anzahl Anlagen haben. Es gibt verschiedene Typen:
- Vormittagskarte bis 13.00 mit Rückvergütung
- Halbtageskarte (ab 12.15 Uhr gültig)
- 1-Tageskarten
- 2-Tageskarten
- Tageskarten für 2–21 Tage (gültig für alle fünf Berge)

### Liftpass
Die Drehkreuze der Zutrittssysteme sind mit einem berührungslosen RFID-System von Skidata ausgerüstet. Für den Liftpass muss eine zusätzliche Gebühr von 5 Franken (kein Depot) entrichtet werden.

## Projekte
Mittelfristig wird die Verbindung der Skigebiete Jakobshorn und Rinerhorn angestrebt. In der Diskussion sind eine Pendelbahn, die das Sertigtal überspannt, oder eine Verbindungsvariante durch das Sertigtal mit zusätzlichen Abfahrtsmöglichkeiten, wobei Talstationen im Bereich Mühle oder Gämpi möglich sind.